# Прыгунов, Александр Васильевич
Александр Васильевич Прыгунов (1907—1943) — советский военнослужащий. Участник Великой Отечественной войны. Герой Советского Союза (1944, посмертно). Старший лейтенант.

## Биография
Родился 12 апреля 1907 года в посёлке Илларионовский Пятигорского отдела Терской области Российской империи (ныне город Минеральные Воды, административный центр Минераловодского района Ставропольского края Российской Федерации) в семье служащего. Русский. С началом Первой мировой войны главу семьи Прыгуновых призвали в армию и он со своей матерью Анной Сергеевной переехал к родственникам в Кострому. Здесь он окончил четыре класса земской школы. 
В 1921 году вернувшийся с фронтов Гражданской войны перевёз семью в деревню Баки Варнавинского уезда Костромской губернии. Окончил школу-семилетку. Десятилетнее образование завершал в школе городка Варнавина. Во время учёбы в Варнавинской средней школе увлёкся спортом. Там же вступил в комсомол. Был руководителем комсомольской ячейки и членом школьного бюро комсомола. По окончании учёбы в 1926 году он вернулся в Красные Баки и устроился на работу учителем физкультуры в Краснобаковскую неполную среднюю школу, одновременно преподавал на курсах ликбеза.
В конце 20-х годов XX века советские газеты пестрели заголовками о трудовых свершениях комсомольцев на строительстве Днепровской ГЭС. Александр Прыгунов тоже решил стать строителем. В 1929 году он переехал в город Нижний Новгород. Устроился на работу инструктором  в совет физкультуры при исполкоме Нижегородского горсовета. Одновременно поступил на вечерние подготовительные курсы. В 1931 году успешно сдал экзамены и поступил в Ленинградский институт инженеров коммунального строительства, который окончил в 1936 году. До Великой Отечественной войны успел поработать на строительных объектах в Ленинабаде, инженером на Балахнинском бумажном комбинате и Горьковском автомобильном заводе. В мае 1941 года по комсомольской путёвке отправился на строительство железной дороги Котлас — Воркута, где его и застало известие о начале Великой Отечественной войны.
В ряды Рабоче-крестьянской Красной Армии был призван Усть-Усинским районным военкоматом Коми АССР 2 августа 1941 года. Окончивший в институте военную кафедру и имевший воинское звание младшего лейтенанта запаса, инженер-строитель был направлен для прохождения службы в инженерные войска. С конца августа 1941 года командовал сапёрным взводом на Карельском фронте. Позднее вспоминал об этом периоде своей службы:

Терпеливо ждал два года, когда в Карелии начнутся активные действия. Так и не дождался. Ни немцы не наступают, ни мы. Племянник мой, Александр, спрашивает меня в письме: «Какие эти фрицы?» Что я мог ответить, если за два года пребывания на фронте не видел их. Долго просился на другой, активный фронт.— Царевский Д. А. Герой Днепровской переправы.
В мае 1943 года в Подмосковье началось формирование 6-й штурмовой инженерной сапёрной бригады, и очередной рапорт старшего лейтенанта А. В. Прыгунова о переводе в другую часть был удовлетворён. Принял под командование сапёрную роту 28-го отдельного штурмового инженерного сапёрного батальона. В начале августа 1943 года 6-я ШИСБр была включена в состав 27-й армии Воронежского фронта и в ходе Белгородско-Харьковской операции осуществляла инженерное сопровождение частей 163-й стрелковой дивизии. Рота старшего лейтенанта отличилась в районе деревни Казачья Лисица Грайворонского района Курской области. В максимально короткий срок бойцы под командованием Александра Прыгунова оборудовали три объезда и восстановили 2 моста через реку Лисёнок, обеспечив своевременный пропуск всех дивизионных грузов.
В ходе начавшегося освобождения Левобережной Украины 6-я штурмовая инженерная сапёрная бригада была придана 40-й армии Воронежского фронта. Перед бригадой была поставлена задача обеспечить форсирование Днепра штурмовыми отрядами 309-й и 68-й гвардейской стрелковых дивизий в северной части букринской излучины в районе села Балыко-Щучинка. В ночь на 27 сентября 1943 года гренадеры роты старшего лейтенанта Александра Прыгунова переправили через Днепр на десяти штатных надувных лодках первые штурмовые отряды и быстро обустроили паромную переправу. Вскоре на правый берег сапёры начали доставлять артиллерийские орудия, боеприпасы и солдат. Враг скоро обнаружил место переправы и открыл по нему яростный артиллерийский и миномётный огонь. Осколками снарядов были повреждены восемь из десяти лодок. Организовав ремонт плавсредств, он со своими бойцами продолжал самоотверженно работать на переправе на пароме и двух уцелевших лодках. С утра на правом берегу Днепра разгорелось ожесточённое сражение. Исход боёв за удержание плацдарма, позднее получившего название Букринского, зависел не только он стойкости советских воинов, но и от качества снабжения сражавшихся на плацдарме войск. В ночь на 28 сентября 1943 года сапёрная рота, несмотря на понесённые потери и нехватку переправочных средств, под обстрелом противника продолжила перебрасывать на правый берег столь необходимые подкрепления и вооружение. Всего за две ночи со своими бойцами перевёз через Днепр 17 артиллерийских орудий, 117 ящиков с боеприпасами 557 солдат и офицеров, а также большое количество другого военного имущества. 29 сентября 1943 года во время переправы был смертельно ранен осколком снаряда в грудь. Бойцы вынесли командира на левый берег Днепра, но он от полученного ранения через несколько минут скончался.
Указом Президиума Верховного Совета СССР «О присвоении звания Героя Советского Союза генералам, офицерскому, сержантскому и рядовому составу Красной Армии» от 10 января 1944 года за «образцовое выполнение боевых заданий командования на фронте борьбы с немецко-фашистскими захватчиками и проявленные при этом отвагу и геройство» был удостоен посмертно звания Героя Советского Союза. 
Был похоронен на месте гибели на левом берегу Днепра недалеко от деревни Яшники Переяславского района Киевской области Украинской ССР. Ныне место его захоронения затоплено водами Каневского водохранилища. Данные о переносе захоронения в другое место отсутствуют.

## Награды
- Медаль «Золотая Звезда» (10.01.1944, посмертно);
- орден Ленина (10.01.1944, посмертно).

## Память
- В Нижнем Новгороде именем Героя Советского Союза А. В. Прыгунова названа улица, в парке Славы в память о нём посажено дерево.

## Документы
- Общедоступный электронный банк документов «Подвиг Народа в Великой Отечественной войне 1941—1945 гг.» Дата обращения: 23 июня 2013. Архивировано из оригинала 13 марта 2012 года.

Представление к званию Героя Советского Союза. Дата обращения: 23 июня 2013. Архивировано 28 июня 2013 года.
19985809 Указ Президиума Верховного Совета СССР о присвоении звания Героя Советского Союза. Дата обращения: 23 июня 2013. Архивировано 28 июня 2013 года.
- Обобщенный банк данных «Мемориал». Дата обращения: 23 июня 2013. Архивировано из оригинала 10 мая 2012 года.

ЦАМО, ф. 33, оп. 11458, д. 180, л. 1.
ЦАМО, ф. 33, оп. 11458, д. 180, л. 2.
ЦАМО, ф. 33, оп. 594260, д. 71.
ЦАМО, ф. 33, оп. 563785, д. 8.